# Casu

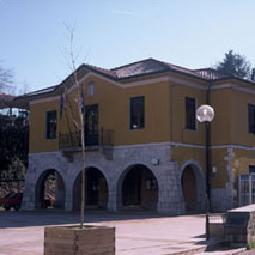
Ajuntament de Casu situat en la localitat d'El Campu

Casu és un conceyu de la Comunitat Autònoma del Principat d'Astúries. Limita al nord amb Piloña, al sud amb la província de Lleó, a l'est amb Ponga i a l'oest amb Ayer i Sobrescobiu.

## Història

### Prehistòria i edat Antiga
Les seves primeres petjades es troben en l'edat del bronze, que ha deixat restes, però no de túmuls que sí que es van trobar en altres trams del riu Nalón, aquí apareix com una de les seves poques petjades, una destral de taló d'una sola anella. De la seva època castrenya, hi ha unes restes d'un poblat que és El Colláu Castiellu, encara que van existir altres emplaçaments. Tampoc es pot descartar l'ocupació en el període romà, ja que és una zona travessada per una via romana que creuava tota aquesta regió pel port de Tarna, però no tenim restes d'aquesta època encara que es creu que va estar molt romanitzada. Hi ha una època fosca que va des de la monarquia Asturiana, fins a l'edat mitjana, en la qual se sap molt poc sobre aquesta zona, ja que no ens ha arribat cap documentació.

### Edat mitjana i moderna
En el segle vi, ja hi ha constància d'una realitat espacial que aglutina diversos llocs i s'anomenava Casu. Un document del segle xii de l'arxiu de la catedral d'Oviedo ens parla d'una donació de terres situades en aquest concejo a les esglésies de Santa María i Santa Marina de Casu. Durant els segles centrals de l'edat mitjana, tenim notícies d'una donació d'Alfons VII de Castella a un ajudant seu de la vila de Tarna. El seu successor Ferran III, va seguir l'exemple donant l'hereteu de Suecita (nucli de la vall), a altre col·laborador seu.
En el segle xiv, ja hi ha notícies de la fundació de diversos pobles que feien el recorregut al llarg de tot la vall com van ser, Llangréu, Llaviana i Sobrescobiu. En la Baixa edat mitjana ja hi ha un monestir que té influx sobre aquestes terres, que és el monestir ovetenc de Santa María de la Vega, encara que també en aquesta època va haver influència patrimonial de les institucions eclesiàstiques lleoneses, com és el cas del monestir d'Erlonza. Aquesta zona no sempre va estar sotmesa administrativament al reialenc ordinari. Així una clàusula testamentaria d'Enric II de Castella deixaria aquestes terres al seu fill bastard el comte Alfons, i aquest amb el pas dels temps, tindria constants desafiaments amb la corona, fins al segle xiv que seria derrotat i la Corona donaria a l'església d'Oviedo aquestes terres per l'ajuda prestada en les seves lluites contra el comte.
En el segle xv, ja hi ha notícies de noves explotacions mineres del ferro, donant més força a la seva economia, basada en aquesta època en la ramaderia i dintre d'aquesta especialment en la raça casina, de la qual ja en aquella època es produïa el formatge Casín. A l'edat moderna, la seva activitat era la cura de la seva cabanya ramadera. El seu ordenament municipal es dedica a la regularització i aprofitament de les pastures comunals.

### Seglexixfins ara
En el segle xix, encara que ja hi ha una incipient activitat industrial en els concejos limítrofs, aquest concejo es mantindrà ficat en les seves pròpies tradicions. És en aquest segle quan el municipi adquireix la configuració que té avui dia. Referent a les diferents guerres d'aquest segle, no van tenir especial rellevància, únicament cal esmentar el port de Tarna com a zona de passada.
En el segle xx, durant la Guerra Civil el concejo romandrà fidel a les seves idees, estant en el bàndol republicà fins a la caiguda del Front Nord. Després de la victòria, nombroses partides van seguir lluitant per les forests. En aquest segle també va haver millores, com l'obertura del port de Tarna al trafico rodat, però alguna cosa a destacar en la segona part d'aquest segle, és l'emigració cap a zones amb més oportunitats no només d'Amèrica, sinó també cap a les zones industrialitzades d'Astúries.

## Geografia
Geogràficament, en aquest concejo destaca la inclusió de gairebé tot el seu territori al Parc Natural de Redes, i per ser la terra on neix el Riu Nalón, a Tarna. Els principals afluents del Nalón en aquest concejo són Monasterio, Ablanosa, Orllé, Pendones i Corralín. Entre les seves muntanyes sobresurten el Pic Torres (2.014 metres), La Rapaína (2.022 metres), La Rapaona (1.957 metres), El Cantu L'Osu de (1.800 metres) i els cordals de gran bellesa, com el Cuitu Negru de (1.852 metres), el Canto del Oor de (1.800 metres) i Visu la Grande (1.709 metres).
També hi ha més de 8.000 hectàrees dedicades a pasturatges. Té una població propera als dos mil habitants, parlants de castellà i del "casín", dialecte de l'asturià central. Des de 1997 i en virtut d'un acord municipal subscrit per tots els partits polítics amb representació en l'ajuntament casín, l'asturià y el castellà són llengües cooficials al concejo.

## Parròquies
El concejo de Casu es troba subdivit en 10 parròquies rurals:
- Bueres
- Caliao
- El Campu
- Coballes
- La Felguerina
- Orllé
- Sobrecastiellu
- Tañes
- Tarna
- El Tozu

## Evolució demogràfica
La duresa del seu medi de muntanya i l'escassetat de recursos unit a la proximitat amb les conques hulleres, van ser els factors que van abonar la seva emigració. En seixanta anys ha perdut més de 4.000 habitants, això no és degut només a l'emigració, també va afectar la falta de naixements. Aquest concejo ens dona un exemple del grau irreversible d'envelliment al que es pot arribar, per la marxa d'aquest sector jove. És una emigració marcada en diferents fases segons les demandes d'ocupació del moment, així en una primera fase aquesta es dirigeix cap a Amèrica (Cuba i Argentina principalment), però fou a la fi del segle xx, quan el seu èxode va ser massiu i cap a zones diferents com ara les zones industrials d'Astúries.

## Economia
La seva economia es basa, en el sector primari i en les explotacions ramaderes en franca reculada per la falta de braços joves per al treball, que subsisteix gràcies a les subvencions de la UE, encara que avui dia hi ha un sector que aquesta en franc procés de recuperació, és l'elaboració i comercialització del quesu casín, joia de la gastronomia local. La seva activitat minera que va tenir tant auge en altres temps ara és inexistent degut molt a les fases de reconversió pel qual està passant aquest sector.

## Política
Al concejo de Casu, des de 1979, els partits que més temps ha governat han estat el PP (vegeu llista d'alcaldes de Casu). L'actual alcalde és Miguel Ángel Fernández Iglesias de Ia FSA-PSOE, qui governa des de 2017.
|      | PP | IU-BA | PSOE | FAC | Total |
| ---- | -- | ----- | ---- | --- | ----- |
| 1995 | 4  | 3     | 4    |     | 11    |
| 1999 | 6  | 3     | 2    |     | 11    |
| 2003 | 4  | 3     | 2    |     | 9     |
| 2007 | 4  | 4     | 1    |     | 9     |
| 2011 | 2  | 2     | 3    | 2   | 9     |
| 2015 | 2  | 3     | 4    | 0   | 9     |
| 2019 | 1  | 2     | 5    | 1   | 9     |